# Ursula Andress
Ursula Andress (Ostermundigen, Cantó de Berna, 19 de març de 1936) és una actriu i sex symbol suïssa dels anys 1960. És molt coneguda pel seu paper de noia Bond a la primera pel·lícula de James Bond, Agent 007 contra el Dr. No (1962), que li va suposar un premi Golden Globe.

## Biografia
Ursula nasqué el 19 de març de 1936 al poblet d'Ostermundigen, que aleshores tenia uns 4.000 habitants, i és situat al Cantó de Berna, a Suïssa. La mare era suïssa, però el pare era un diplomàtic de l'Alemanya nazi destinat a Berna. El pare fou expulsat del país per motius polítics, i després va desaparèixer durant la Segona Guerra Mundial.
Amb 17 anys ja es va escapolir amb un actor italià, que li va facilitar alguns papers menors al cinema italià, fins que la seva mare la va poder fer tornar a casa. Marlon Brando la va introduir a Hollywood i, quan tenia 19 anys, fou la nòvia del mític actor James Dean poc abans de la mort d'aquest, el 1955. El 1957 es va casar amb l'actor i director de cinema John Derek, però es van divorciar el 1966. El 1962 va ser la primera noia Bond, a la pel·lícula Agent 007 contra el Dr. No, amb una escena que justifica tot el seu pas pel món del cinema. El 1965, va posar nua per a la revista Playboy. Quan se li va preguntar perquè havia acceptat ser portada de Playboy, va contestar fredament "Perquè sóc guapa". El 1980 tingué un fill amb l'actor Harry Hamlin, amb qui va estar del 1978 al 1982, i amb qui coincidiria a la pel·lícula Lluita de titans (1981). Des d'aleshores, la carrera d'Ursula Andress va devallar sense aturador, passant a treballar sobretot a la televisió i el cinema europeus. Una de les relacions més llargues que va tenir fou amb l'actor francès Jean-Paul Belmondo. Des del 1983 fins ara, ha estat parella de Lorenzo Rispoli. El 18 de maig del 2006, amb motiu de la inauguració del Consulat suís a Escòcia, Ursula Andress celebrà el seu 70è aniversari a bord del vaixell HMY Britannia, ancorat al port d'Edimburg, en companyia de moltes celebritats mundials.

## Carrera cinematogràfica
La carrera cinematogràfica d'Ursula Andress s'estén entre 1954 i 2005, però es va fer especialment famosa pel seu paper de pescadora de conquilles, objecte de desig de James Bond (l'agent 007 interpretat per Sean Connery) a la primera pel·lícula de Bond, Agent 007 contra el Dr. No (1962). En una escena que esdevingué icònica en la història del cinema i de la moda, l'actriu surt de l'aigua en una platja del Carib amb un biquini blanc i un ganivet de grans dimensions penjat a la cintura. Com que tenia un fort accent alemany, va haver de ser doblada.
Aquesta escena va fer d'ella el model indiscutible de noia Bond, Andress després va declarar que li debia la seva carrera a aquell biquini blanc. Aquest biquini fou venut en una subhasta el 2001 per 41.125 £.
El 2003, en una enquesta feta per Channel 4 al Regne Unit, l'escena de la platja fou votada com a número 1 dels "100 moments sexys més grandiosos". Andress guanyà el premi Golden Globe a la millor actriu nova del 1964 pel seu paper a Agent 007 contra el Dr. No.
Després d'Agent 007 contra el Dr. No, va fer el musical Fun in Acapulco (1963) amb Elvis Presley. A Quatre tipus de Texas (1963), treballà amb Frank Sinatra i Dean Martin; i a The 10th Victim (1965), amb Marcello Mastroianni. També participà en les pel·lícules She (1965) i The Blue Max (1966). Més tard va protagonitzar també una paròdia de les pel·lícules de Bond, Casino Royale (1967), on interpreta una espia ocasional que convenç el personatge de Peter Sellers perquè s'embarqui en una missió. Contràriament al que s'havia fet a Agent 007 contra el Dr. No, el seu marcat accent germànic no fou doblat a Casino Royale. A Lluita de titans (1981), compartí cartell amb Sir Laurence Olivier.
El 1995, la revista de cinema Empire la va triar com una de les "100 estrelles de cinema més sexys de la història".

## Filmografia
- Un americano a Roma (1954)
- Agent 007 contra el Dr. No (Dr. No) (1962)
- Fun in Acapulco (1963)
- Quatre tipus de Texas (Four for Texas) (1963)
- Com va això, gateta? (What's New Pussycat?) (1965)
- She (1965)
- Les tribulacions d'un xinès a la Xina (Les tribulations d'un Chinois en Chine) (1965)
- La desena víctima (La decima vittima) (1965)
- The Blue Max (1966)
- Casino Royale (1967)
- L'estrella del sud (The Southern Star) (1969)
- Red Sun (1971)
- Colpo in cann (1974)
- Africa Express (1975)
- L'infermiera (1976)
- La montagna del dio cannibale (1978)
- La màscara de ferro (The Fifth Musketeer) (1979)
- Lluita de titans (Clash of the Titans) (1981)
- Red Bells (1982)
- Liberté, égalité, choucroute (1985)
- Falcon Crest (1988)
- Inside 'Dr. No' (2000)
- Ken Adam: Designing Bond (2000)
- Inside 'Diamonds Are Forever (2000)
- The Best of So Graham Norton (2000)
- In 80 Jahren um die Welt (2001)

## Premis i nominacions
Premis
- 1964: Globus d'Or a la millor nova promesa femenina per Agent 007 contra el Dr. No